# Pasar Kerman
Pasar Kerman is een bestuurslaag in het regentschap Kerinci van de provincie Jambi, Indonesië. Pasar Kerman telt 524 inwoners (volkstelling 2010).